# Pavonia coccinea
Pavonia coccinea är en malvaväxtart som beskrevs av Antonio José Cavanilles. Pavonia coccinea ingår i släktet påfågelsmalvor, och familjen malvaväxter. Inga underarter finns listade i Catalogue of Life.